# Miquel Fluyxench i Trell
Miquel Fluyxench i Trell   (Tarragona, 1820 - Barcelona, 23 de febrer de 1894) fou un pintor català de l'època del Romanticisme.

## Biografia
Va estudiar a l'Escola de Belles Arts de Barcelona, sent més tard pensionat per continuar els seus estudis a Roma, on va residir molt de temps. Es va dedicar a la pintura d'història i al retrat, sent també un dibuixant de talent, com demostra als dibuixos que va executar per a l'edició de Don Quijote de la Mancha feta el 1862.
En tornar d'Itàlia va ser nomenat professor de l'Escola de Belles Arts de Barcelona, i acadèmic corresponent de la de Sant Ferran. Fou premiat amb menció honorífica a l'Exposició de 1860, i el 1867 nomenat cavaller de l'orde d'Isabel la Catòlica.

## Obres
Entre les seves obres són dignes de citar-se:
- Francesc Permanyer;
- Francesc Siscar;
- Suís pontifici;
- Pius IX;
- Isabel II (Diputació provincial, Barcelona);
- José Antonio Muntadas;
- Mariano Vila (Universitat de Barcelona);
- Mort de Sant Bru;
- Festes populars dels camperols de Tarragona;
- Bescanvi de Francesc I pels seus fills el Delfí i el duc d'Orleans;
- El rei David en penitència pels seus actes de supèrbia;
- Humilitat i caritat;
- Inclinació a les bones obres;
- Frare cartoixà;
- El Jordà;
- Nena jugant;
- L'almirall Ramon de Cortada referint al rei Pere III d'Aragó la derrota de genovesos i pisans;
- Virgo prudentísima;
- Crema de convents;
- Anfritite;
- Mossèn Joan Fivaller representant a Barcelona dirigeix la paraula a Ferran d'Antequera;
- Mort del pare Balmes i set dels seus germans;
- El Calvari.